# Anisotrypus indivisus
Anisotrypus indivisus är en insektsart som beskrevs av Henri Saussure 1878. Anisotrypus indivisus ingår i släktet Anisotrypus och familjen syrsor. Inga underarter finns listade i Catalogue of Life.